# Spanferkel

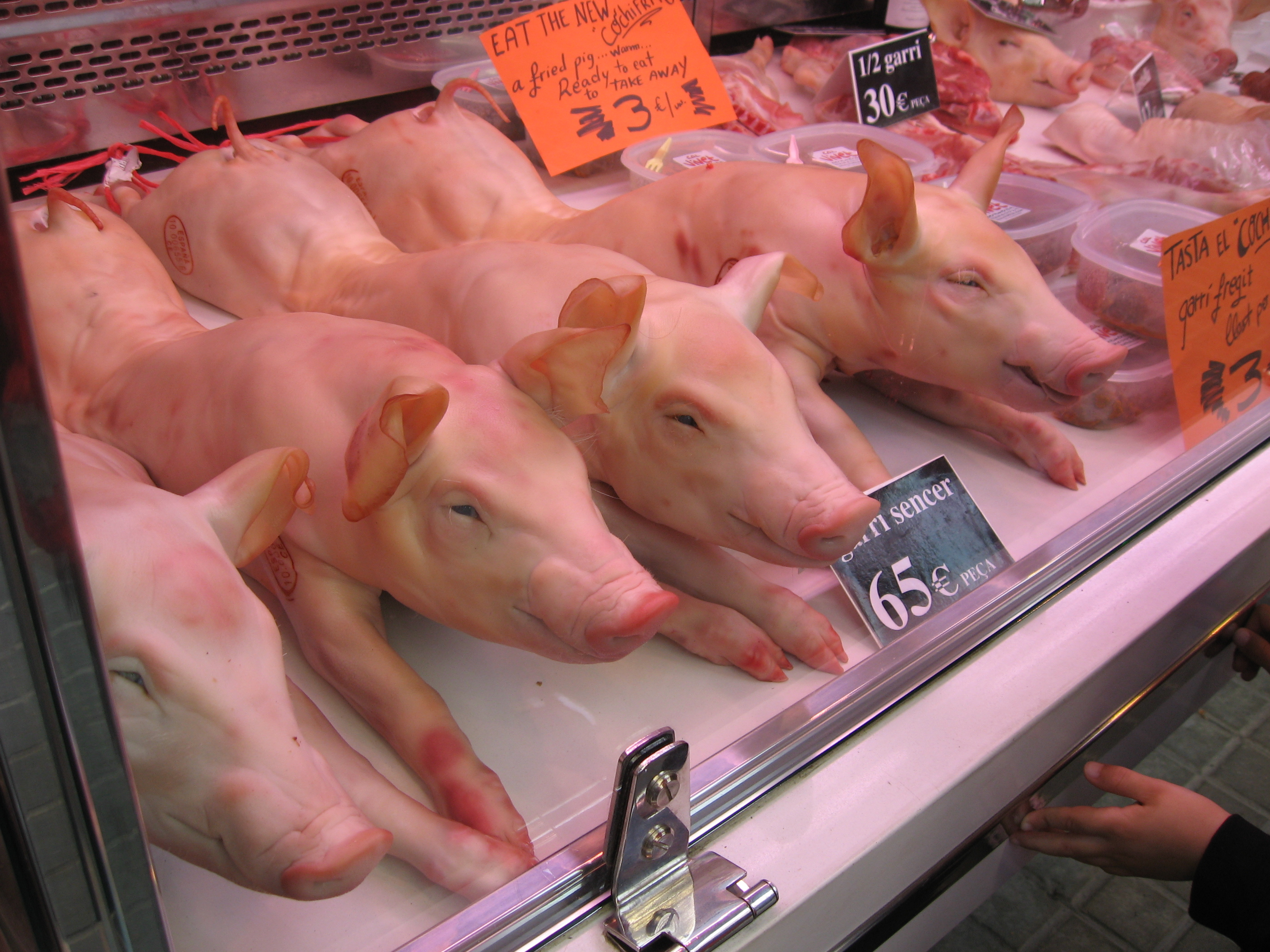
Milchferkel im Schaufenster

Als Spanferkel (von althochdeutsch spunni: „Zitze, Brust“, mittelhochdeutsch spünne-värchelin) oder Milchferkel werden küchensprachlich junge Hausschweine, also Ferkel, bezeichnet, die noch gesäugt werden. Sie werden im Alter von etwa sechs Wochen bei einem Gewicht von etwa zwölf bis zwanzig Kilogramm geschlachtet und häufig im Ganzen (ohne Innereien) gebraten oder gegrillt. Für gefülltes Milch- oder Spanferkel werden die Innereien zerkleinert und für die Füllung verwendet. Porchetta ist ein italienisches gefülltes Ferkel, das bis auf den unteren Teil seiner Beine entbeint wird. Das Fleisch von Spanferkeln ist besonders zart, hell und von mildem Geschmack.
Das Spanferkel hat seinen Namen von dem altgermanischen „spenen“, was säugen heißt, von „spana“, dem Wort für die Zitze am Gesäuge beim Hausschwein. Somit wird nicht auf die Holzspäne hingewiesen, über denen das Ferkel brät, sondern auf das noch geringe Alter.
Meist werden Tiere herangezogen, die nicht normalanatomisch sind und somit keine einfache Kastration möglich ist, wie Kryptorchiden, und die ohne Kastration nicht weiter gehalten werden können, da sie sonst ein unerwünschtes Verhalten und/oder den Ebergeruch entwickeln.

## Galerie

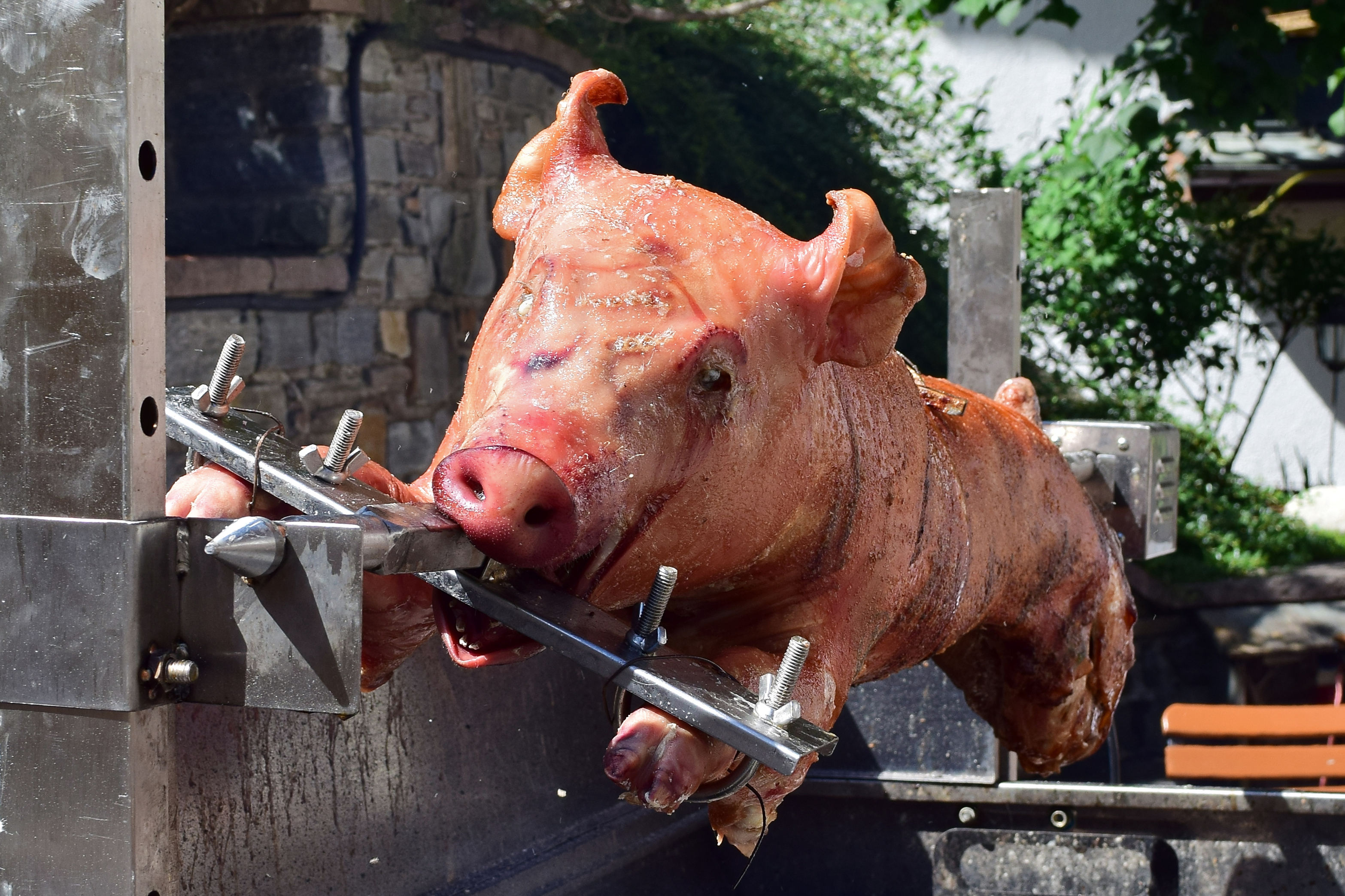
Ein Spanferkel am Holzkohlengrill
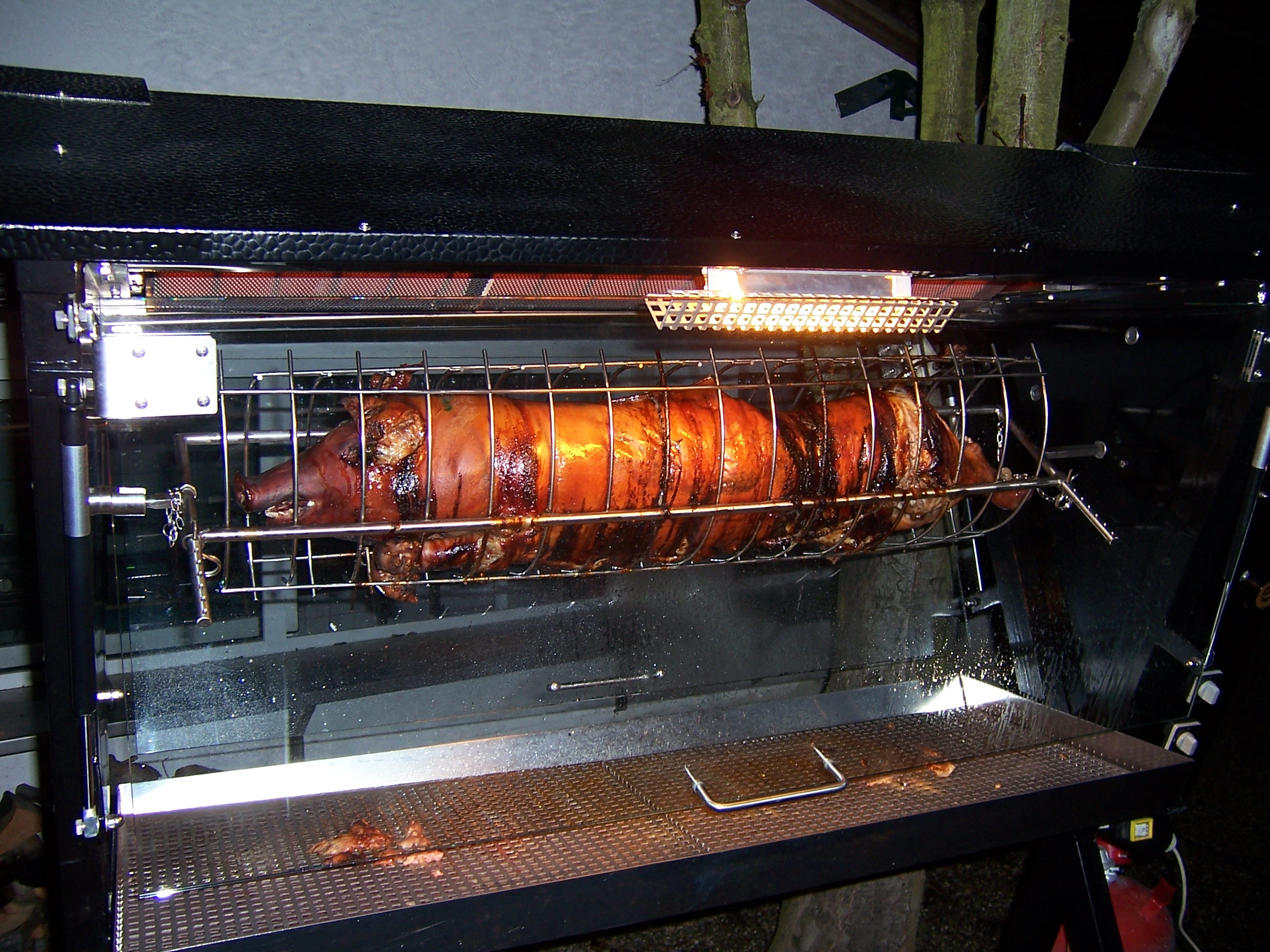
Spanferkel im Grillkorb im Gasgrill
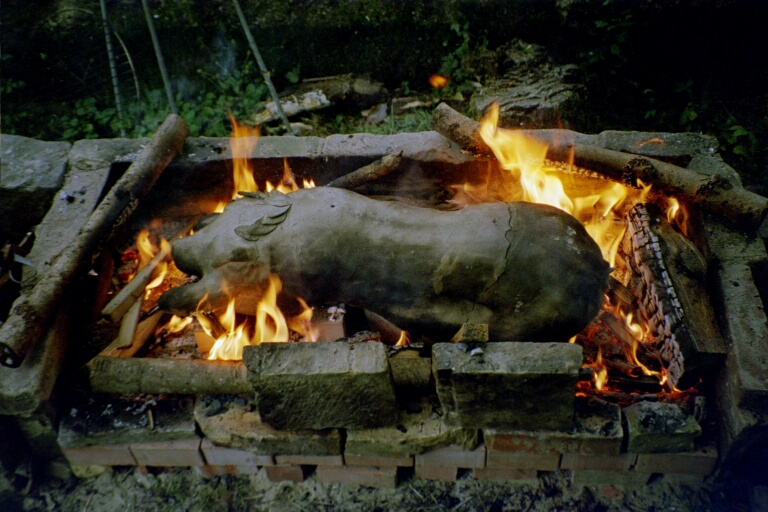
Spanferkel im Tonmantel
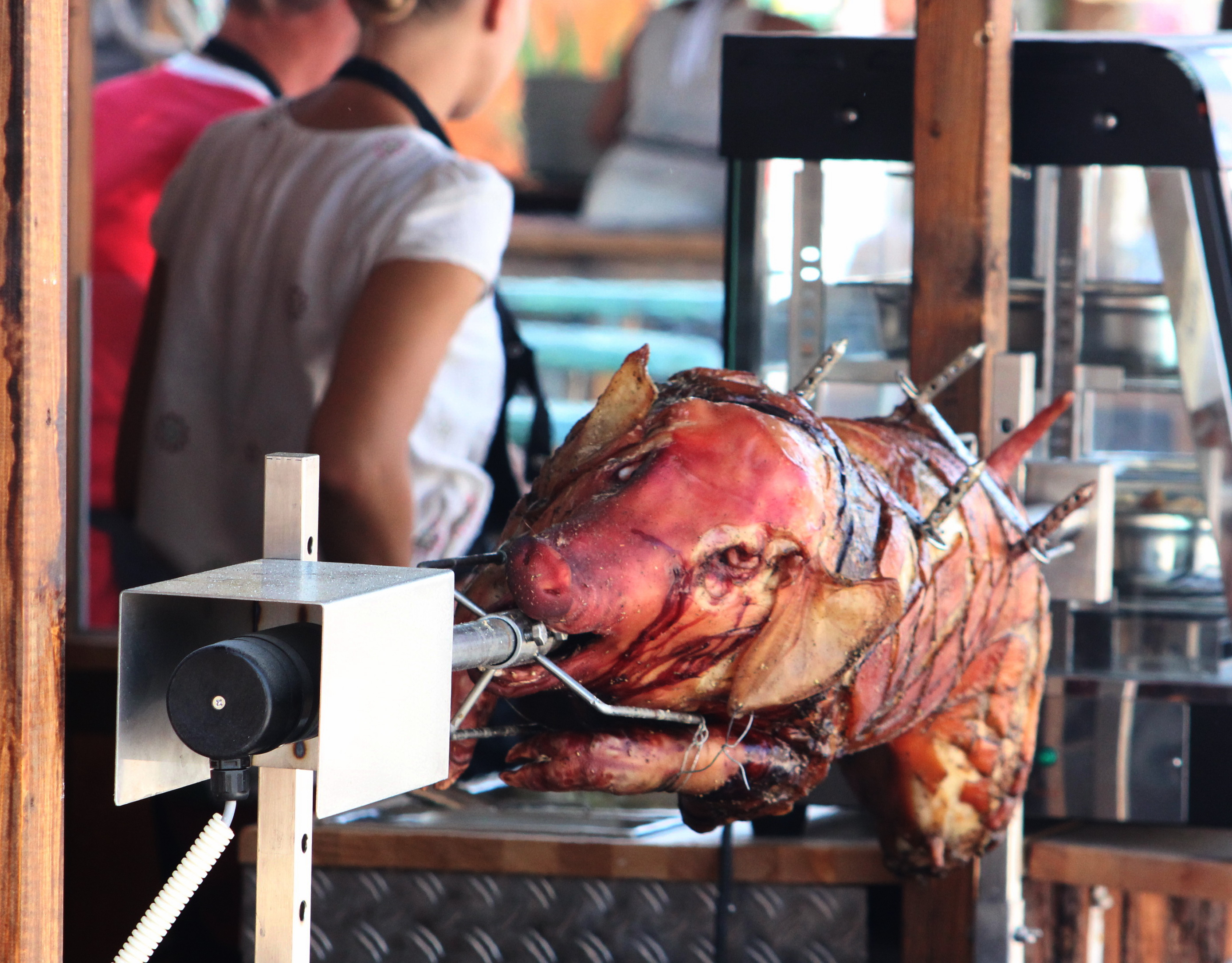
Spanferkelgrillstation auf dem Tollwood-Festival 2012
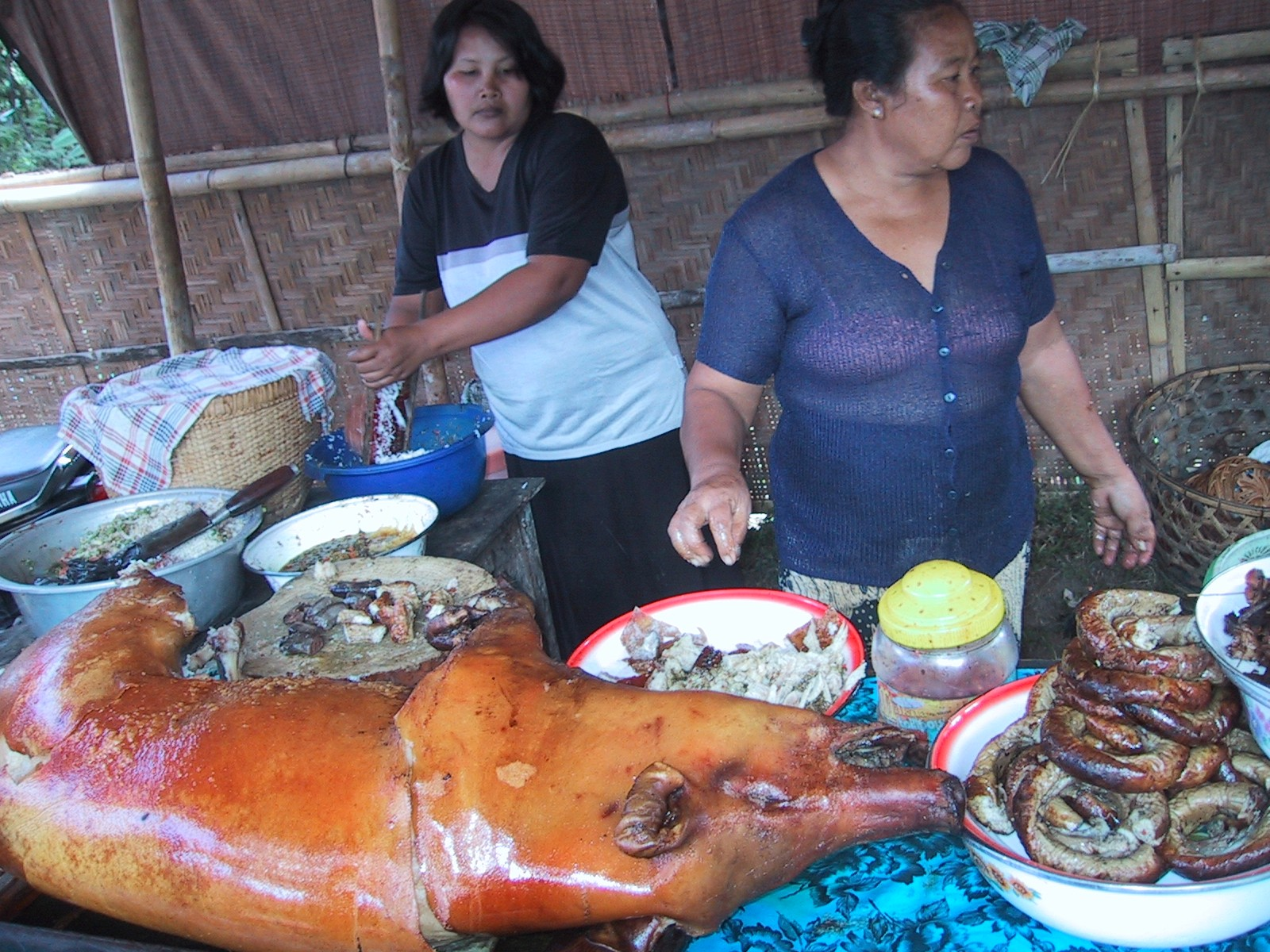
Spanferkel auf Bali, Indonesien
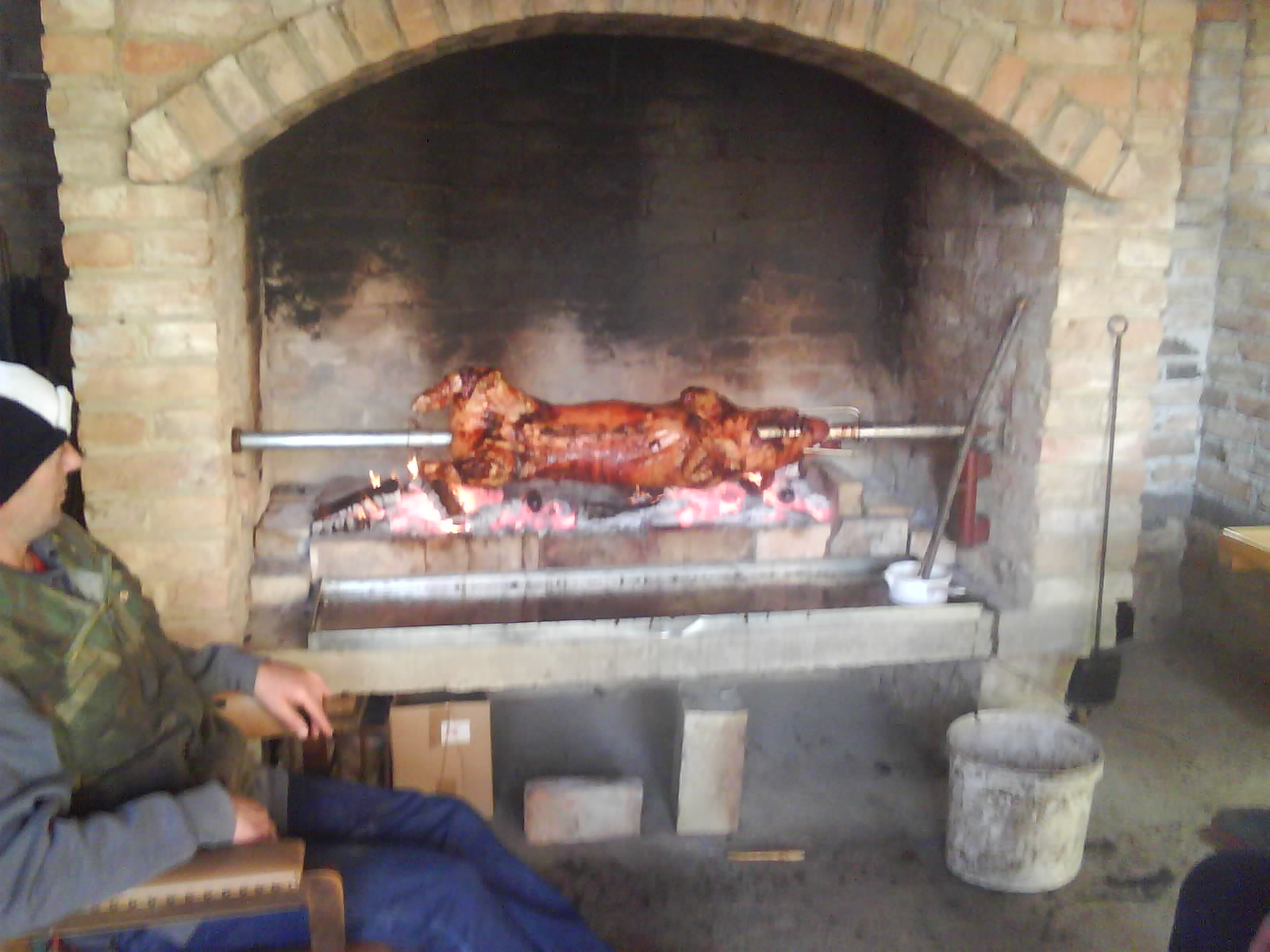
Spanferkel am Spieß
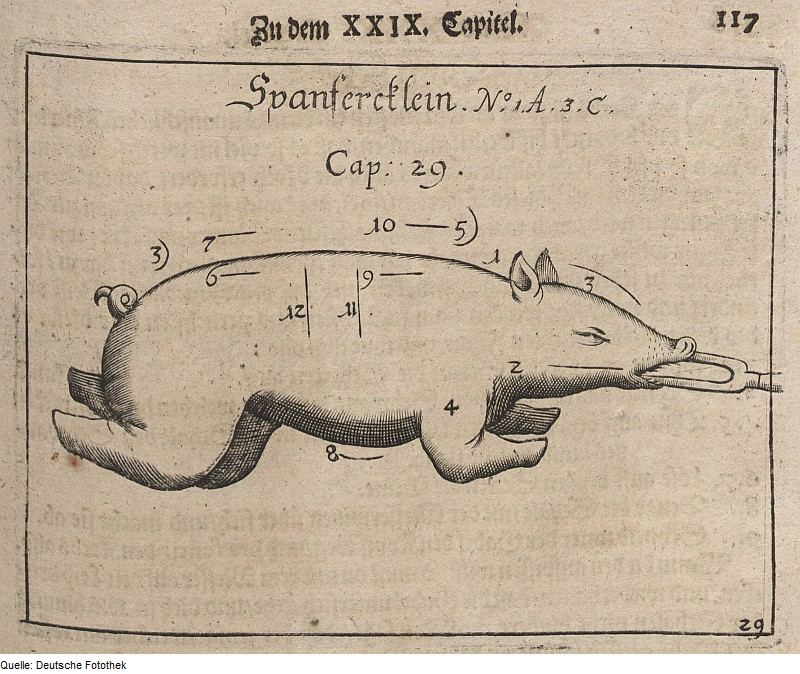
Spanferkel-Illustration von Georg Philipp Harsdörffer (1657)